# Barbara Vicković
Barbara Vicković (Zadar, 16. veljače 1971.), hrvatska je kazališna, televizijska i filmska glumica.

## Životopis

### Karijera
Barbara je diplomirala na Akademiji dramske umjetnosti u Zagrebu. Od 1993. godine članica je ansambla HNK Zagreb. Poznata je po ulogama negativki, kao što je preljubnica Vesna Lovrek u seriji "Villa Maria", te mafijaška šefica u "Balkan Inc.". Prvu ulogu pozitivke je dobila u seriji "Zabranjena ljubav". U javnosti je poznata i po slikanju za časopis Playboy, nakon čega joj je narasla popularnost.
Jedna od dvadeset potpisnika pisma upućenog zagrebačkom gradonačelniku Milanu Bandiću, u kojemu izražavaju svoju zabrinutost imenovanjem Zlatka Hasanbegovića članom Kazališnog vijeća HNK Zagreb.

### Privatni život
Iz prvog braka, glumica ima sina Frana (1999). Trenutačno je u braku sa Željkom Bakulom s kojim ima sina Matiju (2011).

## Filmografija

### Televizijske uloge
- "Kumovi" kao Anđela Akrap (2022. – danas)
- "Na granici" kao Mira Masle (2018. – 2019.)
- "Počivali u miru" kao Katarina Stančec (2017.)
- "Zlatni dvori" kao Daniela (2017.)
- "Kud puklo da puklo" kao Ane Jelaska (2014. – 2016.)
- "Zakon!" kao Lenora Brkljača (2009.)
- "Sve će biti dobro" kao Vanesa Vanelli (2008. – 2009.)
- "Mamutica" kao Leonarda Berzek (2009.)
- "Zauvijek susjedi" kao Narcisa Matić (2007.)
- "Zabranjena ljubav" kao Gabrijela Fijan (2006. – 2007.)
- "Bibin svijet" kao Veronika (2007.)
- "Balkan Inc." kao Gospođa (2006.)
- "Bitange i princeze" kao zgodna mama (2006.)
- "Villa Maria" kao Vesna Lovrek (2004. – 2005.)
- "Novo doba" kao tajnica u "NK Gusar" (2002.)

### Filmske uloge
- "Oprosti za kung fu" kao bolničarka (2004.)
- "Ne dao Bog većeg zla" kao profesorica (2002.)
- "Kraljica noći" kao Betika (2001.)
- "Olovna pričest" (1995.)
- "Cijena života" kao Anica (1994.)
- "Večer u đačkom domu" kao Zrinka (1993.)

## Sinkronizacija
- "Coco i velika tajna" kao Teta Viktorija (2017.)
- "Dobri dinosaur" kao Mama Ida (2015.)

## Vanjske poveznice
- Barbara Vicković u internetskoj bazi filmova IMDb-u (engl.)
- Stranica na hnk.hr